# 第一海務大臣
第一海務大臣（英語：First Sea Lord），亦稱作第一海相，是英國皇家海軍及海軍本部的最高軍職，兼任海軍參謀長（英語：Chief of Naval Staff），職銜簡寫。
1827年前，皇家海軍最高級軍官為海軍元帥（英語：Admiral of the Fleet）。此稱謂後來成為軍階。
1809年以前，海軍軍官間中兼任海軍大臣。1809年以後，海軍大臣一職概由政治任命之文職人員擔任，而此職位長時間同時為內閣閣員。至於第一海務大臣，則為職業海軍軍官最高職位，受海軍大臣節制。
第一海務大臣一銜由1828年起給予海軍本部最高級軍官。
1964年英國海軍本部裁併入國防部後，第一海務大臣仍繼續保留。而原海軍大臣則遭取消。
現時第一海務大臣為参谋长委员会成員，與其他軍種輪任委员会主席（兼英國國防參謀長）一職。